# کالوین اندرو
کالوین اندرو (انگلیسی: Calvin Andrew؛ زادهٔ ۱۹ دسامبر ۱۹۸۶) بازیکن فوتبال اهل بریتانیا است.
از باشگاه‌هایی که در آن بازی کرده‌است می‌توان به باشگاه فوتبال کریستال پالاس، باشگاه فوتبال منزفیلد تاون، باشگاه فوتبال یورک سیتی، باشگاه فوتبال سوئیندون تاون، باشگاه فوتبال لوتون تاون، باشگاه فوتبال روچدیل، باشگاه فوتبال گریمزبی تاون، باشگاه فوتبال میلوال، باشگاه فوتبال بریستول سیتی، باشگاه فوتبال برایتون اند هوو آلبیون، باشگاه فوتبال پورت ویل، و باشگاه فوتبال لیتون اورینت اشاره کرد.